# Амбістома плямистобока
Амбістома плямистобока (Ambystoma amblycephalum) — вид хвостатих земноводних родини амбістомові (Ambystomatidae). Мешкає у горах (до 3000 м над рівнем моря) в 15 милях на захід від міста Морелія, що у штаті Мічоакан в Мексиці. Вид має як неотенічні, так і дорослі популяції.

## Опис
Ambystoma amblycephalum сягає до 230 мм завдовжки. Спина чорного забарвлення. Кінець його хвоста має більш темний колір. Сіре черево має невеликі кремові плями з боків. Його горло і груди мармурового кольору.

## Спосіб життя
Цей вид витрачає велику частину часу свого життя на землі на природних пасовищних угіддях і у сосново-дубових лісах. Населяє також ставки помірної глибині, в якому розмножується.